# أديخليماني
أديخلماني  كان ملك لكوش من مروي ، أديخالماني كان خليفة للملك أرقماني يقال إنه عاصر ثورة مصرية تعود إلى 207-186 قبل الميلاد خلال هذه الثورة، سيطر حاكم هوروينيفر (الذي ربما كان نوبيًا) على طيبة وثار ضد بطليموس الرابع.

## الآثار والنقوش

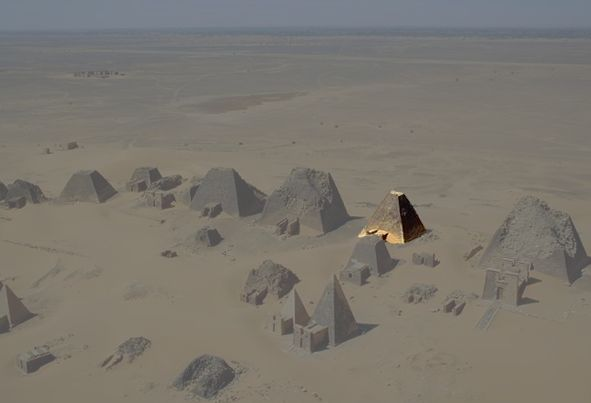
منظر جوي لأهرامات مروي في النوبة ، حيث تم إبراز الهرم رقم 9 ، مكان دفن أديجليماني.

تم دفن أديخالماني في مروي في( الهرم رقم 9)، بدأ أديخالماني بناء معبد ديبود، الذي يحتوي على نقوش تظهر الملك وهو يقدم القرابين للآلهة المختلفة، بما في ذلك آمون وموت وأوزوريس وإيزيس وحربوقراط ونخبت وواجدت.